# Споменик Карлу Малдену у Београду
Споменик Карлу Малдену је споменик у Београду израђен од алуминијума. Налази се у Узун Мирковој улици испред Музеја Југословенске кинотеке у општини Стари град.

## Подизање споменика
Споменик Карлу Малдену америчком глумцу српско-чешког порекла свечано је откривен 20. новембра 2019. године испред Музеја Југословенске кинотеке. Израђен је од алумунијума, а дело је Здравка Јоксимовића, коме је инспирација за рад био плакат из серије Улица Сан Франциска, детаљ када Карл Малден улази у трамвај.
Иницијативу за подизање споменика покренули су Добривоје Танасијевић, Зубина Мехте и Југословенска кинотека. Откривању споменика оскаровцу присуствовали су Ана Брнабић, Владан Вукосављевић, Зоран Радојичић, Горан Весић, Кајл Скот и други. Подизање споменика глумцу поздравио је амерички глумац и продуцент Мајкл Даглас.